# Paul Heinrich Gerhard Möhring
Paul Heinrich Gerhard Möhring, que escribió bajo el pseudónimo de Paul Mohr (21 de julio de 1710-28 de octubre de 1792), fue un médico, botánico, y zoólogo alemán.
Möhring fue médico del príncipe de Anhalt. En 1752 publica Avium Genera, un importante intento de clasificar especies de aves, dividiéndolos en cuatro clases, mostrando los comienzos de los modernos agrupamientos.
Se carteó con Linneo, poseyéndose dos manuscritas, y en su honor, nombrará al género Moehringia L. .

## Algunas publicaciones
- Mytulorum quorumdam venenum et ab eo natas papulas cuticulares [Epistola ad ... Paull. Gottl. Werlhof ... illustrat ...] Bremen 1742
- Primae Lineae Horti privati in proprium et amicarum usum per triennium exstructi. Oldenburg, 1736
- Historiae medicinales. Ámsterdam, 1739
- Avium Genera. Aurich und Bremen, 1752

- La abreviatura «Möhring» se emplea para indicar a Paul Heinrich Gerhard Möhring como autoridad en la descripción y clasificación científica de los vegetales.[3]